# Stackhousia
Stackhousia is een geslacht uit de kardinaalsmutsfamilie (Celastraceae). De soorten komen voor in Australië, Nieuw-Zeeland, Maleisië en Micronesië.

## Soorten
- Stackhousia annua W.R.Barker
- Stackhousia aspericocca Schuch.
- Stackhousia clementii Domin
- Stackhousia dielsii Pamp.
- Stackhousia intermedia F.M.Bailey
- Stackhousia megaloptera F.Muell.
- Stackhousia minima Hook.f.
- Stackhousia monogyna Labill.
- Stackhousia muricata Lindl.
- Stackhousia nuda Lindl.
- Stackhousia pulvinaris F.Muell.
- Stackhousia scoparia Benth.
- Stackhousia spathulata Sieber ex Spreng.
- Stackhousia stratfordiae W.R.Barker & Cockerton
- Stackhousia subterranea W.R.Barker
- Stackhousia umbellata C.A.Gardner & A.S.George
- Stackhousia viminea Sm.

... · 
Apodostigma · 
Bhesa · 
Celastrus · 
Cassine · 
Catha · 
Euonymus (Kardinaalsmuts) · 
Parnassia · 
Salacia · 
Stackhousia · 
...